# Willy Hallgren
Karl Adolf Willy Hallgren, född 24 juli 1900 i Visby, död 27 augusti 1965 i Skara, var en svensk veterinär. Han var far till arkitekt Gunnar Hallgren.
Willy Hallgren var son till handelsföreståndare Johan Adolf Hallgren. Efter studentexamen vid Kalmar högre allmänna läroverk 1919 blev han student vid veterinärhögskolan och avlade en veterinärmedicine kandidatexamen 1921, veterinärexamen 1924 och blev 1925 legitimerad veterinär. Därefter arbetade Hallgren som distriktsveterinär i Sollebrunn 1928–1951. Under sin tid här arbetade han i sitt laboratorium på en doktorsavhandling om kalciumomsättningen vid förlossningsförlamning hos nötkreatur och publicerade även flera artiklar om problem han mötte i sitt arbete som distriktsveterinär. Hallgren disputerade vid veterinärhögskolan 1940 och blev 1945 veterinärmedicine doktor. 1951 anställdes han som försöksledare vid Skara veterinärinrättning och erhöll 1956 professors namn, heder och värdighet.
Willy Hallgren tilldelades 1956 Peter Hernquistmedaljen i guld. Han blev 1958 ledamot av Lantbruksakademin, 1959 hedersledamot av Svenska distriktsveterinärföreningen, 1960 av Veterinärmedicinska föreningen och 1961 av Sveriges veterinärförbund. 1963 tilldelades han Bergenstenska priset.